# Надолол
Надолол — синтетичний антигіпертензивний препарат та антиаритмічний препарат, що належить до групи неселективних бета-блокаторів, для перорального застосування.

## Фармакологічні властивості
Надолол — синтетичний лікарський препарат, що належить до групи неселективних бета-блокаторів. За хімічним складом — рацемат, що складається із чотирьох енантіомерів. Механізм дії препарату полягає у неселективній блокаді бета-адренорецепторів (на 75 % β1- та на 25 % β2-адренорецепторів), що призводить до зменшення утворення цАМФ із АТФ, яке стимулюється катехоламінами. У результаті цього знижується поступлення іонів кальцію в клітини, знижується частота серцевих скорочень, пригнічується провідність та збудливість міокарду, знижується скоротливість міокарду. Надолол пригнічує автоматизм синоатріального вузла та виникнення ектопічних ділянок у передсердях, атріовентрикулярному вузлі і, меншою мірою, у шлуночках. Препарат знижує швидкість проведення збудження в атріовентрикулярному з'єднанні по пучку Кента переважно в антеградному напрямку та мало впливає на провідність по додаткових шляхах провідної системи серця. Надолол знижує потребу міокарду у кисні. Надолол знижує серцевий викид, артеріальний тиск, секрецію реніну, нирковий кліренс та швидкість клубочкової фільтрації. Надолол зменшує частоту нападів стенокардії та підвищує переносимість фізичних навантажень. Препарат пригнічує реакцію барорецепторів дуги аорти на зниження артеріального тиску. Надолол пригнічує ліполіз у жировій тканині, перешкоджаючи підвищенню рівня вільних жирних кислот, що призводить до підвищення коефіцієнту атерогенності, підвищення рівня ліпопротеїнів низької щільності та тригліцеридів і знижує концентрацію в крові ліпопротеїнів високої щільності. Препарат не знижує нирковий кровотік та клубочкову фільтрацію. Надолол не має мембраностабілізуючих властивостей. Надолол зменшує частоту приступів мігрені шляхом попередження вазоконстрикції у системі внутрішньої сонної артерії та гальмує надмірну адренергічну активність у системі зовнішньої сонної артерії, що призводить до розширення зовнішньої сонної артерії. Надолол зменшує ризик повторного інфаркту міокарду та покращує кровообіг у зоні ішемії.

### Фармакодинаміка
Надолол погано всмоктується у шлунково-кишковому тракті при пероральному прийомі, біодоступність препарату становить 15—25 %. Максимальна концентрація в крові досягається протягом 4 годин. Надолол погано зв'язується з білками плазми крові. Препарат погано проходить через гематоенцефалічний бар'єр. Препарат проходить через плацентарний бар'єр та виділяється в грудне молоко. Надолол метаболізується у печінці у дуже незначній кількості. Виводиться препарат із організму переважно із сечею у незміненому вигляді, частково виводиться із жовчю у незміненому вигляді. Період напіввиведення надололу становить 20—24 години, цей час може збільшуватися при порушеннях функції нирок.

## Показання до застосування
Надолол застосовують при гіпертонічній хворобі, стенокардії, при аритміях (синусовій тахікардії, тахісистолічній формі миготливої аритмії, екстрасистоліях), гіперкінетичному кардіальному синдромі, при інфаркті міокарду без ознак серцевої недостатності, при феохромоцитомі як додатковий засіб, при пролапсі мітрального клапану, мігрені, есенціальному треморі, гіпертрофічній кардіоміопатії, тиреотоксикозі.

## Побічна дія
При застосуванні надололу можливі наступні побічні ефекти:
- Алергічні реакції та з боку шкірних покривів — рідко висипання на шкірі, свербіж шкіри, кропив'янка, загострення псоріазу, гіпергідроз, алопеція, гіперемія шкіри.
- З боку травної системи — рідко нудота, блювання, діарея або запор, сухість у роті, біль у животі, зміна смаку, порушення функції печінки, холестаз.
- З боку нервової системи — рідко головний біль, запаморочення, швидка втомлюваність, парестезії, депресія, сонливість або безсоння, ксерофтальмія, кон'юнктивіт, порушення концентрації уваги, втрата свідомості, кошмарні сновидіння, галюцинації, судоми, порушення зору, сухість в очах, кон'юнктивіт.
- З боку серцево-судинної системи — часто брадикардія або тахікардія, недостатність периферичного кровообігу, артеріальна гіпотензія, периферичні набряки, периферичний ангіоспазм, AV-блокада (включно до повної AV-блокади та зупинки серця), синдром Рейно, ортостатична гіпертензія, біль у грудній клітці, погіршення перебігу серцевої недостатності, підвищена кровоточивість.
- З боку сечостатевої системи — рідко зниження лібідо, імпотенція.
- З боку дихальної системи — рідко закладеність носа, затруднення дихання, бронхо- та ларингоспазм.
- З боку ендокринної системи — рідко гіпо- або гіперглікемія, гіпотиреоїдний стан.
- Зміни в лабораторних аналізах — рідко лейкопенія, тромбоцитопенія, агранулоцитоз, гіперглікемія, гіпоглікемія, підвищення рівня білірубіну, активності амінотрансфераз у крові.

## Протипокази
Надолол протипоказаний при підвищеній чутливості до препарату, кардіогенному шоці, при декомпенсації серцевої недостатності або серцевій недостатності ІІВ—III ступеня, стенокардії Принцметала, синдромі слабкості синусового вузла, АВ-блокаді II-ІІІ ступеня, при бронхообструктивних захворюваннях або бронхіальній астмі, брадикардії, артеріальній гіпотензії, цукровому діабеті, важких порушеннях периферичного кровообігу. Препарат не застосовують при вагітності та годуванні грудьми. З обережністю застосовують препарат при міастенії, нирковій недостатності, псоріазі, депресії, обструктивних захворюваннях легень, у похилому та у дитячому віці.

## Форми випуску
Надолол випускається у вигляді таблеток по 0,04 та 0,08 г. Станом на 2014 рік в Україні даний препарат не зареєстрований.